# 佩蕾
佩蕾（夏威夷語發音：[ˈpɛlɛ]）是夏威夷宗教中太平洋地區掌管火和火山的女神，也是夏威夷群島的創造者。她的脾氣暴躁，形象通常是一位擁有黑髮和褐色皮膚的女子，但根據神话她也能改變自己的外貌。
為了表示尊敬，她經常被稱為「佩蕾夫人」或「Tūtū Pele」。綽號包括Pele-honua-mea（「聖地的佩蕾」）和Ka wahine ʻai honua（「食土女人」）。

## 傳說由來
基拉韋厄火山是位於夏威夷島的活火山，目前仍被廣泛研究。 （页面存档备份，存于）
許多夏威夷人認為基拉韋厄火山上居住着一個「火神家族」，其中一位姐妹就是佩蕾，她被認為統治着基拉韋厄火山並負責控制其熔岩流。
佩蕾是不僅掌管火與火山，也掌管了雷和闪电，或許與火山雷有關。

## 神性
除了被視為火山女神外，佩蕾還以其力量、热情、妒忌和反复無常而聞名，她還可以改變形態，呈現為白狗、老婦人或美麗的年輕女子。她有許多兄弟姐妹，包括Kāne Milohaʻi、Kāmohoaliʻi、Nāmaka，還有許多名為Hiʻiaka的姐妹。佩蕾的兄弟姊妹包括各種風神、雨神、火神、海浪神和雲神。她的家位於基拉韋厄火山山頂的火坑，稱為哈萊馬烏瑪烏（Halemaʻumaʻu），基拉韋厄火山是地球上最活躍的火山之一，但她實際上的管轄範圍涵蓋了夏威夷大島上的所有火山活動。

## 神話
神話傳說冰雪女神波莉阿胡（Poliʻahu）和她的朋友們從茂纳凯亚山來到哈馬庫亞以南的草山上參加雪橇比賽。佩蕾喬裝成一個美麗的陌生人前來，受到波利亞胡的歡迎。然而，佩蕾對茂纳凯亚女神感到嫉妒和憤怒，她打開了茂纳凯亚山的火山口，並企圖用火焰吞沒波莉阿胡，雪山女神則操縱冰雪應戰。隨著雪函展開直至到達火噴泉，地震震動了島嶼，使熔岩變冷並變硬，熔岩河被驅回茂纳洛亚火山和基拉韋厄火山，佩蕾最終落敗，於是雪山女神統治北部島嶼，火山女神則統治南部島嶼。
後來因為佩蕾持續跟其他神明發生爭執，於是她的父母將她送走，佩蕾則乘坐獨木舟從前往夏威夷，在旅途中，她試圖在不同的島嶼上生火，但她的姐姐娜瑪卡（Nāmaka）追趕她，企圖殺了她，最後兩姊妹打起來，有些版本聲稱佩蕾遭到殺害，她的身體被摧毀了，她的身體變成諸島，灵魂則繼續存活，另外神話版本則說佩蕾成功逃跑，最後定居在基拉韋厄火山，據說至今她仍然住在那裏。
雖然找到安居的地方了，但佩蕾不改暴躁的天性，還是常常跟夏威夷的神明起爭執，動不動就惹麻煩，於是她父親將她許配給野豬神卡瑪普阿阿（Kamapuaʻa），嘗試讓她冷靜下來。佩蕾顯然不喜歡聽從別人的話，又或者是不想嫁給野豬，總之她對於父親的安排非常不滿，一見到卡瑪普阿阿，佩蕾就對她的未婚夫大打出手，雖然野豬神十分勇猛，但暴怒的火山女神也非泛泛之輩，雙方打得十分激烈，波及了許多島嶼，於是諸神決定阻止這場打鬥，他們合力讓佩蕾的動作慢下來，最後雙方終於停手。冷靜下來的佩蕾看著野豬神的臉，才發現自己之前都沒好好看他，加上卡瑪普阿阿的打鬥技巧非常卓越，佩蕾頓時對他產生好感，最後終於同意了這門婚事，讓野豬神高興極了，他們最後也成功結為連理。

## 頌歌
火之聲：
Lapakū ka wahine aʻo Pele i Kahiki

ʻOaka e ka lani noke nō

ʻEliʻeli kau mai

ʻOaka e ka lani noke nō

ʻEliʻeli kau mai

ʻUhī a ʻuhā mai ana ʻo Pele

I ka lua a ʻo Halemaʻumaʻu
佩蕾活躍在塔希提島

天空不斷閃爍

願深切的崇敬之光點燃

天空持續閃爍

願深切的崇敬之光

隆隆作響，喘著氣，佩蕾來到

哈萊馬烏瑪烏火山口。